# Die kleine Schnecke Monika Häuschen
Die kleine Schnecke Monika Häuschen ist der Name einer Kinderhörspielserie des Labels Karussell. Es sind seit 2008 bereits über 70 Folgen erschienen. Geschrieben werden die Geschichten von der Schriftstellerin und Autorin Kati Naumann. Sie fungiert auch als Regisseurin. Produziert wird die Serie von Tobias Künzel. Das Titellied wurde von Tobias Künzel unter dem Pseudonym  Klaus Brotmann komponiert, der Text stammt von Kati Naumann. Die Verkaufszahlen der Reihe liegen bereits bei über 800.000 Exemplaren. Im Freizeitpark Belantis wird seit 2016 ein Mitmachtheater zur Serie aufgeführt. Seit 2022 erscheinen auch Kinderbücher mit der kleinen Schnecke Monika Häuschen, außerdem existieren eine Musik-CD inklusive Liederbuch und eine DVD mit 12 animierten Episoden.

## Handlung
Monika Häuschen lebt auf einem Gartengrundstück in der Nähe eines Teiches, eines Baches und eines Waldes. Zusammen mit dem Regenwurm Schorsch und dem Graugänserich Herr Günter erlebt Monika spannende und lehrreiche Abenteuer. In jeder Folge ist ein anderes in Deutschland heimisches Tier zu Gast, über das die Hörer auf humorvolle und informative Weise Wissenswertes erlernen können. Hin und wieder sind auch kleine einfache Rezepte von Speisen und Getränken zum Nachmachen in die Hörspiele integriert. Die Serie ist zudem so aufgearbeitet, dass sie nicht nur für die Hauptzielgruppe Kinder, sondern auch für die erwachsenen Mithörer informativ und unterhaltsam sein kann. Außerdem lebt die Reihe sehr von sich regelmäßig wiederholenden Formulierungen und Begriffen, wie z. B. „Regenwurmschwanzspitzenzipfelchen“ und „gelbbraun gebändertes Schneckenhäuschen“ sowie Ausrufen wie „So ein Mist aber auch“, „Das ist ungerecht“, „Wie romantisch“, „So ein Unsinn“ oder „Meine Großmutter pflegte immer zu sagen …“.

## Figuren
Schnirkelschnecke Monika
Monika ist eine kleine neugierige Schnirkelschnecke mit großem Wissensdurst und viel Sinn für Gemeinschaft und Romantik. Wenn sie Angst hat, was oft der Fall ist, versteckt sie sich schnell in ihrem Häuschen. Sie ist  heimlich in ihren besten Freund, den Regenwurm Schorsch, verliebt.
Regenwurm Schorsch
Schorsch ist ein etwas griesgrämiger Regenwurm, der sich gerne in Risiken begibt und spannende Abenteuer erlebt. Meistens hat er das Gefühl, im Nachteil zu sein, weil er keine Arme, Beine, Ohren, Haare, Federn oder eine Nase hat. Er wird mit einem leicht sächsischen Dialekt gesprochen.
Herr Günter
Der gelehrte Graugänserich Herr Günter hat auf seinen weiten Reisen nach Afrika unzähliges Wissen erworben und gibt dieses gerne an andere weiter. Er lebt von Frühling bis Herbst auf dem nahe gelegenen Gänseteich und besucht regelmäßig den Garten, in dem Schorsch und Monika leben. Er ist hochgradig verfressen, etwas eingebildet und spottet so manches Mal über das Unwissen seiner beiden Freunde.
Gärtner Bertram
Bertram gehört das Grundstück, auf dem Monika und Schorsch leben. Er fungiert als Erzähler und übersetzt komplizierte Erklärungen des Graugänserichs für die Hörer in eine einfache Sprache. Er erzählt oft von seiner Enkelin Milly.
Gärtnerin Bertha
Bertha ist Bertrams Cousine und übernimmt den Garten, während Bertram sich auf einer längeren Reise befindet. Seither fungiert sie als Erzählerin. Sie erzählt oft von ihrer Großnichte Milly.

## Hörspielfolgen
| Nr. | Titel                                               | Jahr | Gastsprecher                                                                            |
| --- | --------------------------------------------------- | ---- | --------------------------------------------------------------------------------------- |
| 1   | Warum stolpern Tausendfüßler nicht?                 | 2008 | Tausendfüßler Valentin: Hans-Gottfried Henkel                                           |
| 2   | Warum haben Gänse Federn?                           | 2008 | Kater Stiefel: Hubertus Regout                                                          |
| 3   | Warum leuchten Glühwürmchen?                        | 2008 | Glühwürmchen Funzel. Mike Kilian                                                        |
| 4   | Warum sind am Himmel Wolken?                        | 2009 | Schwalbe Schwatzeline: Inka Bause Hummel Brummhilde: Johanna Eulenberg                  |
| 5   | Warum haben Marienkäfer Punkte?                     | 2009 | Frosch Knödel: Guildo Horn                                                              |
| 6   | Warum mögen Mistkäfer Mist?                         | 2009 | Mistkäfer Müffel: Uwe Schneider Mistkäferlarve Manfred: Paul Löser                      |
| 7   | Warum schlafen Fledermäuse mit dem Kopf nach unten? | 2009 | Fledermaus Traudel: Annette Humpe                                                       |
| 8   | Warum haben Ameisen eine Königin?                   | 2009 | Ameise Emsig: Alexa Maria Surholt Ameise Schussel: Pauline Kingsbury                    |
| 9   | Warum weben Spinnen Netze?                          | 2010 | Spinne Fräulein Weber-Häkelstrick: Ute Loeck                                            |
| 10  | Warum schlafen Siebenschläfer so lang?              | 2010 | Siebenschläfer Murmel: Freddy Holzapfel                                                 |
| 11  | Warum hopsen Grashüpfer?                            | 2010 | Grashüpfer Schnipsel: Uwe Fischer                                                       |
| 12  | Warum stechen Mücken?                               | 2010 | Schnake Renate: Louise Nowitzki                                                         |
| 13  | Warum pupsen Fische?                                | 2010 | Plötze Blubberlubber: Christian Kühn                                                    |
| 14  | Warum brennen Brennnesseln?                         | 2010 | Kartoffelkäfer Karlo: Peter Freudenthaler                                               |
| 15  | Warum haben Schnecken Häuser?                       | 2011 | Monikas Schwester Simone Häuschen: Mirjam Köfer                                         |
| 16  | Warum klappern Störche?                             | 2011 | Storch Professor Schnippschnappel: Jon Flemming Olsen                                   |
| 17  | Warum flattern Motten ins Licht?                    | 2011 | Motte Flottelotte: Eileen Mägel                                                         |
| 18  | Warum häuten sich Schlangen?                        | 2011 | Schlange Balduin: Peter W. Bachmann                                                     |
| 19  | Warum fliegen Eulen lautlos                         | 2011 | Eule Eulfriede: Monica Deininger Eulenkindern: Jona Dietrich, Antonie Heil, Oskar Lukas |
| 20  | Warum schießen Bombardierkäfer?                     | 2011 | Bombardierkäfer General Bombastus: Harald Höbinger Nachbar: Max Reeg                    |
| 21  | Warum tanzen Bienen?                                | 2011 | Biene Sabinchen: Peggy Schmidt                                                          |
| 22  | Warum buddeln Maulwürfe Hügel?                      | 2012 | Maulwurf Erdwin: Jörg Hackelbörger                                                      |
| 23  | Warum haben Hasen lange Ohren?                      | 2012 | Hase Horst: Max Reeg                                                                    |
| 24  | Warum laufen Fliegen an der Decke?                  | 2012 | Stubenfliege Schlumperlieschen: Sabine Töpfer                                           |
| 25  | Warum fliegen Libellen rückwärts?                   | 2012 | Libelle LaBelle: Cheryl Shepard Stadionsprecher Pepe Plattbauch: Dirk Posner            |
| 26  | Warum klopft der Specht?                            | 2012 | Specht Siggi: Uli Müller                                                                |
| 27  | Warum sind Raupen so verfressen?                    | 2012 | Raupe Ramona: Marie Gruber                                                              |
| 28  | Warum sind Schmetterlinge bunt?                     | 2012 | Schmetterling Ramona: Marie Gruber                                                      |
| 29  | Warum schmecken Kirschen so süß?                    | 2012 | Made Madeleine: Clementine Künzel                                                       |
| 30  | Warum kugeln sich Kugelasseln?                      | 2013 | Assel Alfred: Stephan Michme                                                            |
| 31  | Warum haben Kröten Warzen?                          | 2013 | Kröte Kriemhild: Astrid Höschel-Bellmann                                                |
| 32  | Warum haben Regenwürmer keine Nase?                 | 2013 | Schorschs Opa, Regenwurm: Thomas Böttcher                                               |
| 33  | Warum haben Igel Stacheln?                          | 2013 | Igel Bürste: Dieter Bellmann                                                            |
| 34  | Warum verbuddeln Eichhörnchen Nüsse?                | 2013 | Eichhörnchen Heidi: Julia Merkel                                                        |
| 35  | Warum haben Hirschkäfer ein Geweih?                 | 2014 | Hirschkäfer Harry Schröter: Christof Stein-Schneider                                    |
| 36  | Warum tanzen Spitzmäuschen Polonaise?               | 2014 | Spitzmaus Inge: Tanja Henkel                                                            |
| 37  | Warum hamstern Hamster?                             | 2014 | Hamster Harry: Hilmar Eichhorn                                                          |
| 38  | Warum torkeln Taumelkäfer?                          | 2014 | Taumelkäfer Thaddäus Torkel: Daniel Koch                                                |
| 39  | Warum gurren Tauben?                                | 2014 | Taube Madame Ruckedigu: Henriette Fee Grützner                                          |
| 40  | Warum stinkt der Iltis?                             | 2014 | Iltis Stingobald: Lars Wohlfarth                                                        |
| 41  | Warum haben Ohrenkriecher eine Zange?               | 2015 | Ohrenkriecher Orlando: Volker Metzler                                                   |
| 42  | Warum wedeln Hunde mit dem Schwanz?                 | 2015 | Hund Waldi: Wolfgang Boos                                                               |
| 43  | Warum naschen Hornissen keinen Kuchen?              | 2015 | Hornisse Naomi: Katrin Weber                                                            |
| 44  | Warum bauen Biber Dämme?                            | 2015 | Biber Birne: Olli Dittrich                                                              |
| 45  | Warum schimpfen Spatzen?                            | 2016 | Spatz Picksi: Laura Künzel                                                              |
| 46  | Warum verreisen Gänse im Winter?                    | 2016 | Herr Günters Mutter Gertrud, Graugans: Angelika Mann Cousine Berta: Monika Deininger    |
| 47  | Warum haben Schildkröten keine Zähne?               | 2017 | Schildkröte Noni: Ina Lucia Hildebrand Cousin Bertram: Tom Deininger                    |
| 48  | Warum haben Prachtkäfer einen Feuermelder?          | 2017 | Kiefernprachtkäfer Tütata: Thomas Bille Feuerwehrmann: Dirk Posner                      |
| 49  | Warum haben Nacktschnecken kein Haus?               | 2017 | Nacktschnecke Nadine: Rebecca Siemoneit-Barum                                           |
| 50  | Warum haben Rehe einen weißen Po?                   | 2017 | Reh Rosi: Antje Dieckmann Kind: Neil Kingsbury                                          |
| 51  | Warum mag der Distelfink Disteln?                   | 2018 | Distelfink Dieter: Wolfram Lattke                                                       |
| 52  | Warum haben Muscheln Perlen?                        | 2018 | Muschel Glitzelda von Klunker: Andrea Ballschuh Muschelkind Glitzi: Lia Matilda Atai    |
| 53  | Warum waschen Waschbären?                           | 2019 | Waschbär Rambo: Jennifer Demmel                                                         |
| 54  | Warum frieren Zitronenfalter nicht?                 | 2019 | Zitronenfalter Limona: Silke Bodenbender                                                |
| 55  | Warum sind Kuckuckskinder so frech?                 | 2020 | Kuckuckskind Lümmel: Tanja Bunke                                                        |
| 56  | Warum gehen Wasserläufer nicht unter?               | 2020 | Wasserläufer Wassili: Alexander Martin                                                  |
| 57  | Warum krächzen Krähen?                              | 2020 | Krähe Krakelfuß: Corinna Ellwanger                                                      |
| 58  | Warum gräbt der Dachs Tunnel?                       | 2020 | Dachs Dödel: Jörg Schmidt                                                               |
| 59  | Warum verlieren Eidechsen ihren Schwanz?            | 2021 | Eidechse Elli: Kaja Sesterhenn                                                          |
| 60  | Warum kauen Kühe immerzu?                           | 2021 | Kuh Kunigunde: Ulla Meinecke Kalb Kuno: Neil Kingsbury                                  |
| 61  | Warum klopfen Klopfkäfer                            | 2021 | Klopfkäfer Balthasar: Jürgen Karney                                                     |
| 62  | Warum sind Füchse so schlau?                        | 2021 | Fuchs Fidibus: Wolfgang Lippert                                                         |
| 63  | Warum schlafen Pferde so wenig?                     | 2022 | Pferd Apfelmus: Benno Lehmann                                                           |
| 64  | Warum haben Blumen Läuse?                           | 2022 | Marienkäfer Mariechen: Miriam Kaufmann                                                  |
| 65  | Warum gehen Krabben Seitwärts?                      | 2022 | Chinesische Wollhandkrabbe Kong-Fussel: Olaf Schubert                                   |
| 66  | Warum wälzen sich Wildschweine im Dreck?            | 2022 | Wildschwein Wilbert: Matthias Brenner                                                   |
| 67  | Warum wandern Wanderratten?                         | 2023 | Wanderratte Ratzfatz: Ingo Appelt                                                       |
| 68  | Warum blinzeln Blindschleichen?                     | 2023 | Blindschleiche Zaglinde: Theresa Seiter                                                 |
| 69  | Warum sind Regenbogen bunt?                         | 2023 | Veränderliche Krabbenspinne Iris: Sophia Guha Thakurta                                  |
| 70  | Warum haben Einhornkäfer ein Horn?                  | 2023 | Einhornkäfer Lolli: Robert Pohlers                                                      |
| 71  | Warum klaut die Elster Glänzendes?                  | 2024 | Elster Elsa: Cornelia Lippert                                                           |
| 72  | Warum pfeift der Ziesel?                            | 2024 | Ziesel Pfifferling: Frank Schöbel                                                       |
| 73  | Warum hat der Kugelspringer einen Katapult?         | 2024 | Kugelspringer Schwuppdiwupp: Falk Mittenentzwei                                         |
| 74  | Warum sind Quallen durchsichtig?                    | 2024 | Qualle Gwendolin: Alice Macura                                                          |
| 75  | Warum haben Schwäne einen langen Hals?              | 2025 | Schwan Sissi: Lisa Eckhart                                                              |
| 76  | Warum hat der Luchs Pinselohren?                    | 2025 | Luchs Puschel: Maximilian Nowka                                                         |
| 77  | Warum hat der Feuersalamander Kulleraugen?          | 2025 | Feuersalamander Lodrian: Lars Frank                                                     |
| 78  | Warum haben Schafe Locken?                          | 2025 | Schaf Charlotte: Ines Heinrich-Frank                                                    |
| 79  | TBA                                                 | 2026 |                                                                                         |
| 80  | TBA                                                 | 2026 |                                                                                         |
| 81  | TBA                                                 | 2026 |                                                                                         |
| 82  | TBA                                                 | 2026 |                                                                                         |

## Bücher
- 1 – Warum haben Regenwürmer Superkräfte? (2022)
- 2 – Warum pupsen Schnecken? (2022)
- 3 – Warum blinken Glühwürmchen? (2023)
- 4 – Warum verkleiden sich Tiere? (2023)
- 5 – Was machen die Tiere zu welcher Jahreszeit (2024)
- 6 – Wer knackt den Rekord? (2024)
- 7 – Warum mampfen Mistkäfer Mist? (2025)

## Weitere Veröffentlichungen
- Monikas Gartenparty-Das Liederalbum (Musik-CD, 2016)

- Monikas Gartenparty-Das Liederbuch (Liederbuch, 2016)

- Abenteuer im Gemüsebeet-Die Serie (DVD, 2017)

## Sprecher
| Schnirkelschnecke Monika Häuschen | Kathrin Bachmann |
| Regenwurm Schorsch                | Tobias Künzel    |
| Graugänserich Herr Günter         | Steffen Lukas    |
| Gärtner Bertram (Folge 01–47)     | Tom Deininger    |
| Gärtnerin Bertha (Seit Folge 46)  | Monica Deininger |

Darüber hinaus sind diverse Prominente als Sprecher der Gasttiere zu hören, wie u. a. Guildo Horn, Olli Dittrich, Inka Bause, Frank Schöbel, Wolfgang Lippert, Jon Flemming Olsen, Ingo Appelt, Olaf Schubert, Rebecca Siemoneit-Barum, Mike Kilian, Luci van Org, Ulla Meinecke, Lisa Eckhart und Andrea Ballschuh.